# Dar Chaoui
Dar Chaoui (en àrab دار شاوي, Dār Xāwī; en amazic ⴷⴰⵕ ⵛⴰⵡⵉ) és una comuna rural de la prefectura de Tanger-Assilah, a la regió de Tànger-Tetuan-Al Hoceima, al Marroc. Segons el cens de 2014 tenia una població total de 4.303 persones.